# Pitcairnia ulei
Pitcairnia ulei är en gräsväxtart som beskrevs av Lyman Bradford Smith. Pitcairnia ulei ingår i släktet Pitcairnia och familjen Bromeliaceae. Inga underarter finns listade i Catalogue of Life.

## Bildgalleri

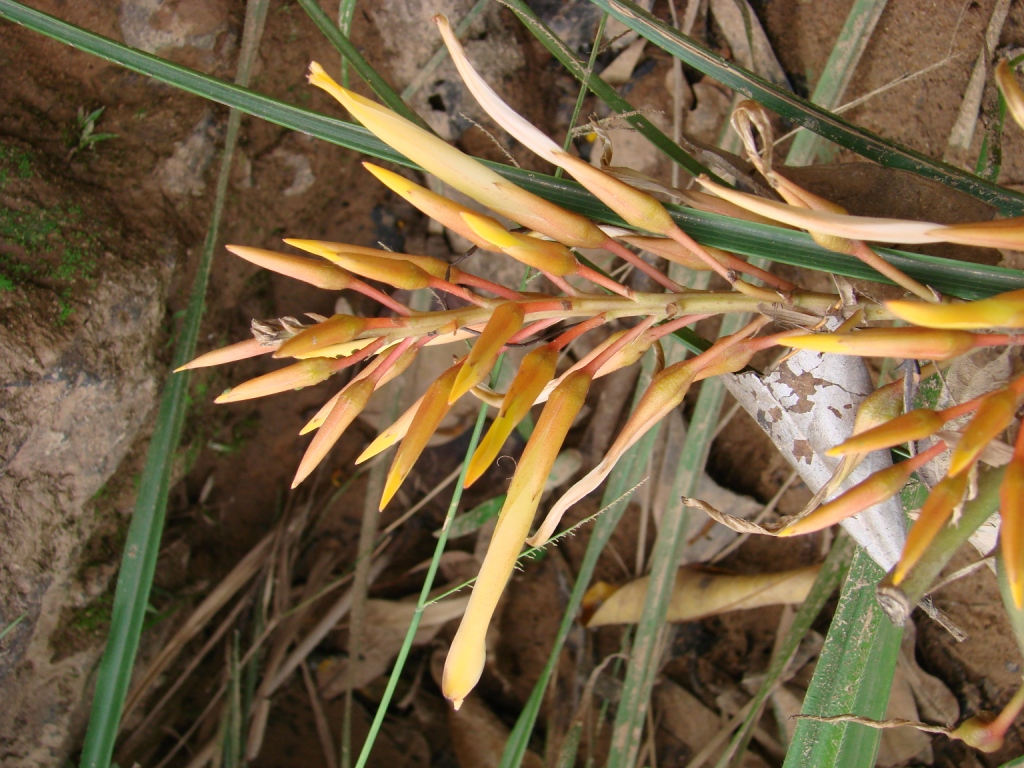
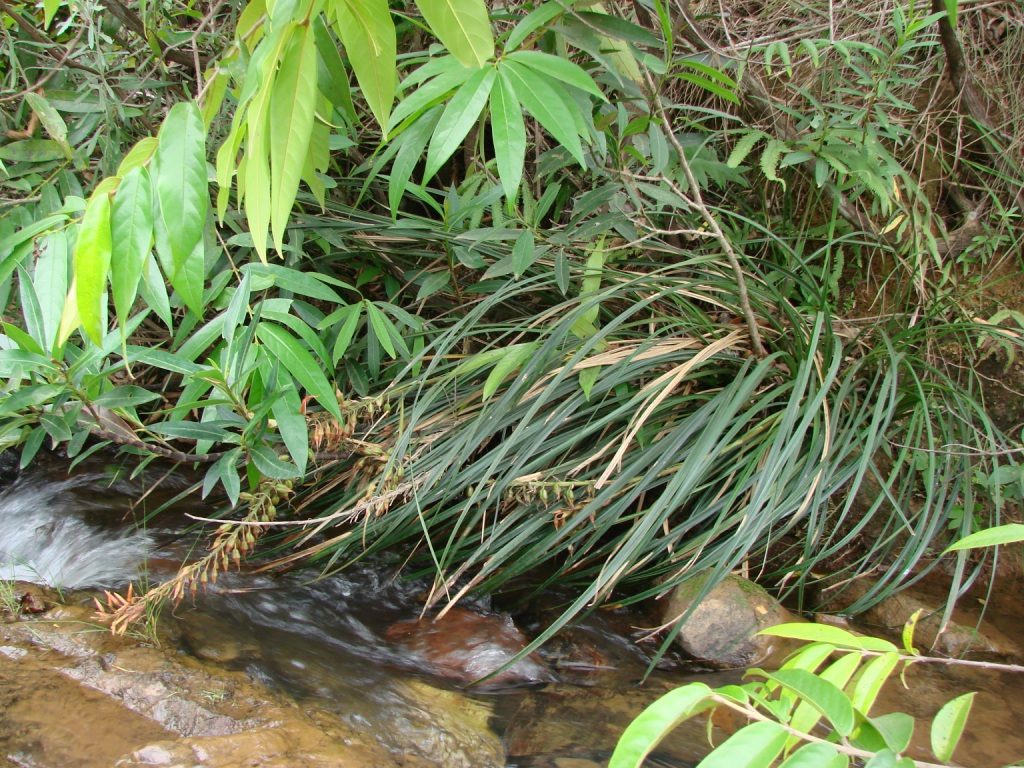